# Couranta
Couranta (tudi courante, corrente, coranto ali corant) je hiter družabni salonski in dvorni ples renesančnega in baročnega obdobja. Ime courante izhaja iz latinskega courir = têči. Ples hitrega tekanja in skakajočih korakov je bil popularen med 16. in 18. stoletjem, kot glasbena oblika pa je doživel svoj razmah v 17. stoletju, v prvi polovici 18. stoletja pa je njegova priljubljenost med skladatelji upadla. 
Couranta se je v obdobju svoje največje popularnosti pojavljala v dveh različicah: francoski (courante) in italijanski (corrente). 
- Francoska različica je bila ritmično bolj raznolika (z alternacijami 3/2 in 6/4 takta: 123456 in 123456) in počasnejša, predvsem pa polifonsko zahtevnejša.
- Italijanska različica je bila komponirana v 3/4 ali 6/8 taktu v hitrem tempu, s homogeno melodično in ritmično motiviko.

Italijanska ali francoska couranta je postala del baročne suite, običajno je predstavljala njen drugi ali tretji stavek (med allemando in sarabando).